# Народна библиотека Стеван Сремац (Ниш)
Народна библиотека Стеван Сремац једна је од старијих културних установа у граду и прва јавна библиотека у јужној Србији.

## Историја
Група професора је у оквиру Гимназије, 1879. године, основала библиотеку и читаоницу, које су служиле и грађанима, те се ова година сматра годином оснивања нишке Народне библиотеке.
Две су значајне личности битне за даљи живот Библиотеке. Нишки владика Јероним Јовановић је 13. маја 1894. године тестаментом завештао своју кућу с двориштем, новац и богату личну библиотеку за оснивање библиотеке која је, после дугог судског процеса, свечано отворена 19. септембра 1904. године.
Библиотека је 1906. године добила још једну значајну донацију. Након изненадне смрти Стевана Сремца, његов брат Јован Сремац поклонио је целокупну пишчеву личну библиотеку Народној библиотеци.
Од свог отварања до краја Другог светског рата Библиотека је била под патронатом Гимназије. Директор Гимназије уједно је био и старатељ Библиотеке, а као библиотекари радили су гимназијски професори. Први библиотекар био је Павле Софрић Нишевљанин, професор историје и географије и наш познати етнолог.
У Првом светском рату бугарски окупатор однео је у Софију преко 11.000 драгоцених књига и библиотечки инвентар, а незнатан број је после завршетка овог рата враћен.
У Другом светском рату немачки окупатор спалио је око 5.000 одабраних наслова, а велики број осталих књига се током окупације изгубио. Након ослобођења, обновљени фондови страдали су у великој поплави, 23. јуна 1948. године, у којој је уништено преко 2000 књига и скоро целокупна периодика.
Након вишегодишњег мењања локација, Народна библиотека је, 1959. године, пронашла своје место у згради некадашње општинске управе, у улици Боривоја Гојковића бр. 9.
Данас је Народна библиотека Стеван Сремац савремена институција која располаже фондом од преко 250.000 монографских и преко 950 наслова серијских публикација, богатом завичајном збирком, као и Кабинетом графике, јединственим у земљи, са око 200 оригиналних графичких отисака.
С аутоматизацијом библиографске обраде започело се 2005. године у програму НИБИС, који је урађен по ЈУНИМАРК (UNIMARK) стандарду.
На почетку новог миленијума, главни задатак Библиотеке је био успешно прилагођавање новим технолошким достигнућима како би задовољила потребе модерног корисника информатичког доба.

## Матичност
Библиотека је матична за мрежу библиотека Нишавског округа.
- Општина Алексинац
- Општина Сврљиг
- Општина Гаџин Хан
- Општина Дољевац
- Општина Мерошина
- Општина Ражањ
- Нишке општине
  - Медијана
  - Црвени крст
  - Палилула
  - Панталеј
  - Нишка Бања.

## Награде и признања додељене библиотеци
Године 1954, (7. јула), Прва републичка награда Секретеријата за културу НР Србије. Награду је доделило Министарство за културу Србије за рад и унапређење струке.
Године 1958, Прва награда КПЗ Србије за културну активност Библиотеке.
Године 1960, Прва награда Савета за културу НР Србије за дугогодишње резултате рада.
Године 1963, Прва награда КПЗ Србије за вишемесечну акцију сусрета општина под називом „Људи, књиге и штампа”.
Године 1968, (24. новембар), Награда за успешну реализацију Пионирских игара. Награду је доделио Општински одбор Југословенских пионирских игара.
Године 1969, (14. октобра), Повеља у знак признања за активно учешће у друштвено-политичким организацијама власти, коју је доделила Скупштина општине Ниш поводом двадесетогодишњице ослобођења града Ниша.
Године 1972, (18. марта), диплому у знак признања за уложене напоре и постигнуте резултате у унапређењу културно-забавног живота на селу, доделила је КПЗ Општине Ниш.
Године 1977, (29. октобра) и 1978. године, (13. октобра), захвалнице за посебан допринос дат у остваривању циљева омладинске радне акције, додељује Савез социјалистичке омладине Србије, Општинска конференција Ниш и ОРА. (Године 1977, 1978. и 1979, Библиотека је имала свој огранак који је током јула и августа радио само за бригадире ове акције).
Године 1978, (31. марта), Награда „Милорад Панић Суреп” за постигнуте резултате у развоју библиотечке делатности и унапређивању библиотекарства у Републици, доделила је Заједница матичних библиотека Србије.
Године 1978, Награда „Учитељ Таса”, додељује КПЗ Општине Ниш.
Године 1979, Првомајска награда, додељује Веће Савеза синдиката Општине Ниш.
Године 1980, (28. маја) Орден заслуга за народ са златном звездом, поводом стогодишњице постојања а за истакнуте заслуге у приближавању књиге читаоцима и унапређивању библиотекарства, чиме је учињен значајан допринос у ширењу просвете и културе, указом Председништва СФР Југославије. Награду је уручио председник Скупштине општине Ниша Милибор Јовановић управнику Народне библиотеке Петру Петровићу, 28. 11. 1980. године.

## Награде и признања додељена појединцима
Душан Милачић
радио као библиотекар и управник од 1923. до 1935. године. Године 1961. добио је Октобарску награду Београда за књижевност. Награду „Милош Ђурић” добио је 1976. године.
Миодраг Јовановић управник библиотеке од 1952. до 1979. године. Године 1949, добио је Орден заслуга за народ III реда од Президијума Народе скупштине ФНРЈ. Године 1955, (15. маја) добио је Диплому за ванредно залагање у друштву на пољу културно-уметничког васпитања радних људи града и села, очување револуционарних традиција друштва од КУД-а „Абрашевић”. Исте године, 20. 11. 1955, добио је похвалницу за успешан рад и унапређење спорта у граду Нишу од Градског савеза спортова. Године 1970, (30. јуна) добио је Диплому у знак признања за изузетан допринос овом спорту од Општинског кошаркашког одбора Града Ниша. Исте године добио је Повељу поводом петнаест година „Месеца књиге” за значајне резултате остварене на развијању садржаја акције „Месец књиге” и остварењу интересовања читалаца за књигу. Повељу је доделила КПЗ Србије. Године 1971, (14. октобра) постхумно, за културни и јавни рад, додељена је награда „Учитељ Таса”, а 4. 11. 1971. године, добио је награду „Милорад Панић Суреп” за изузетно залагање и постигнуте резултате у унапређивању библиотечког рада и развоја библиотекарства у Републици. Ту награду додељује Заједница матичних библиотека Србије.
Године 1974, (18. октобра) постхумно му је додељена Повеља за дугогодишњи рад и допринос афирмацији листа установе „Народне новине”. Године 1978, (3. јула) Златну значку додељују му ЈХС, као највише признање фестивала за изузетан допринос развоју и унапређењу Југословенских хорских свечаности. А 1984. године добио је и Јубиларну плакету за допринос и афирмацију листа „Народне новине”.
Предраг Цветичанин библиотекар и в. д. управник, радио у Библиотеци од 1953. до 1981. Године 1954, добио је награду „Борбе” за причу „Сусрет”. Председник жирија био је Иво Андрић.
Био је први добитник Октобарске награде Града Ниша за књижевност и активно учешће у књижевном животу града. Спомен-плакету и Сребрну медаљу за дугогодишњи предан рад у Пионирској организацији, додељује му Општинска конференција Социјалистичког савеза поводом 25 година Пионирске организације. Награду „Милорад Панић Суреп” добио је 1978. године за дугогодишњи рад у библиотечкој делатности. Награду му је доделила Заједница матичних библиотека Србије.
Никола Мељаницки библиотекар, радио је у Библиотеци од 1957. до 1961. године. На конкурсу „Борбе”, 1954. године, добио је прву награду за причу „Боље”, а 1964. године Октобарску награду Ниша за књижевност.
Мирко Милојевић виши књижничар, радио је у Библиотеци од 1959. до 1992. године. Играо је велики рукомет у екипи нишког „Железничара” (прва лига) и више пута био у рукометној репрезентацији Југославије. Добио је, 1947. године, значку ЗРЕН („За Републику напред”) за физичке активности. Био је првак Југославије, 1948. године, у народном вишебоју, а 1956. године добио је Мозаичку плакету за високи домет у рукомету (један од четворице у земљи), коју додељује Савез спортова Југославије.
Живана Станисављевић библиотекар, радила у Библиотеци од 1960. до 1988. Године 1960, добила је Похвалу КПЗ Ниш за успехе на ширењу културе и залагање у традиционалној акцији „Месец дана књиге”. Добила је, 1980. године, Златну значку КПЗ Србије за несебичан, предан, дуготрајан и стваралачки рад у ширењу културе народа и народности СР Србије.
Бранка Симоновић књижничар, радила у Библиотеци од 1961. до 2000. године. Добила је Првомајску награду за дугогодишњи рад. Награду јој је доделило Веће савеза синдиката Ниша.
Зорка Митричевска Митић књиговезац, радила у Библиотеци од 1962. до 1980. Године 1989, добила је Првомајску награду за дугогодишњи рад. Награду јој је доделило Веће Савеза синдиката Ниша.
Петар Петровић библиотекар и управник до 1986, радио у Библиотеци од 1962. до 1996. Године 1972, добија Признање републике Црне Горе – СО Жабљак за допринос поводом формирања библиотеке „Солидарност” у Жабљаку. Златну плакету Савеза извиђача општине Ниш за изузетне успехе у раду на остваривању програма и развоју извиђачке организације добио је 1972. Одликовање „Сребрни јаворов лист са зрацима” добио је 1975. године за изузетне успехе у раду на остваривању програма Савеза извиђача Србије и за обављене задатке од интереса за целу извиђачку организацију у Југославији. Одликовање је доделио Савез извиђача Србије. Добио је и многобројне дипломе, захвалнице и плакете.
Зоран Николић виши књижничар, радио у Библиотеци од 1964. до 1987. године. Добио је Првомајску награду, 1984. године, коју му је доделило Веће Савеза синдиката општине Ниш.